# Fei Yi
Fei Yi (chinesisch 費禕 / 费禕, Pinyin Fèi Yī), Großjährigkeitsname Wenwei (chinesisch 文偉, Pinyin Wén Wěi; * nach 200; † 253), war ein Beamter der Shu Han zur Zeit der Drei Reiche im alten China.

## Frühe Karriere
Fei Yi stammte aus der Jingxia-Kommandantur (heutiges östliches Hubei). Er verlor im frühen Kindesalter seinen Vater und wurde von seinem Onkel Fei Boren (費伯仁) aufgezogen, der ein Cousin des Warlords Liu Zhang war. Liu Zhang kontrollierte damals die Yi-Provinz (heutiges Sichuan und Chongqing). Um 211 schickte Liu Zhang Boten, um Fei Boren in seinem Land willkommen zu heißen, aber Fei schien nicht angetan. Er schickte stattdessen seinen Neffen Fei Yi, der in der Yi-Provinz blieb, bis Liu Bei sie 214 eroberte. Fei Yi wurde ein junger Scholar. Er freundete sich mit Dong Yun (董允) an und diente mit ihm gemeinsam als Assistent für Liu Shan, nachdem Liu Bei sich 221 zum Kaiser ausgerufen und seinen Sohn zum Kronprinzen ernannt hatte. Als Liu Shan 223 auf den Thron kam, diente ihm Fei Yi weiterhin.

## Während Zhuge Liangs Regentschaft
Auf welche Weise Zhuge Liang, Liu Shans Regent, von Fei Yis Fähigkeiten erfahren hatte, ist nicht bekannt. Aber als er von seiner Südlichen Kampagne gegen die Stämme aus Guizhou und Yunnan zurückkehrte, hielt er Fei Yi für den Fähigsten unter den jungen Beamten. Zhuge Liang schickte ihn oft als Botschafter nach Wu, und während dieser Missionen war auch Sun Quan von Fei Yi beeindruckt. Zhuge Liang ließ Fei Yi weiterhin im Ämterzyklus aufsteigen. Wenn Fei nicht als Gesandter in Wu weilte, diente er Zhuge Liang als Stratege.
Als Beamter Zhuge Liangs wurde Fei Yi für sein lockeres Wesen und sein Harmoniestreben bekannt. Als Wei Yan und Yang Yi (楊儀) stritten, blieb Fei neutral und versuchte zwischen ihnen zu vermitteln. Aber er konnte nicht verhindern, dass die beiden nach Zhuge Liangs Tod (234) zu den Waffen griffen und Wei Yan getötet wurde.
Als Zhuge Liang in den Vorbereitungen zu einer letzten Kampagne gegen Wei erkrankte, ließ Liu Shan ihn durch einen Boten fragen, wer ihm als Regent nachfolgen sollte. Zhuge Liang ernannte Jiang Wan, und Fei Yi als dessen späteren Nachfolger. Nach Zhuge Liangs Tod wurde Jiang Wan Regent und Fei Yi wurde sein Hauptassistent.

## Während Jiang Wans Herrschaft
Als Assistent des Regenten befasste sich Fei Yi meist mit inneren Maßnahmen. Er soll von so rascher Auffassungsgabe und so schnell in seinen Entscheidungen gewesen sein, dass er nur den Vormittag für die politischen Tagesgeschäfte benötigte, und nachmittags seine Gäste unterhielt. Er war ein leidenschaftlicher Go-Spieler.
Jiang Wan hatte eine schwache Gesundheit, weshalb er 243 die meisten Kompetenzen auf Fei Yi und Dong Yun übertrug. Als der Wei-Regent Cao Shuang 244 die wichtige Grenzstadt Han Zhong (漢中, heutiges Hanzhong, Shaanxi) angriff, führte Fei Yi die Truppen zur Verteidigung und errang einen großen Sieg. Nach Jiang Wans Tod (245) wurde Fei Yi Regent für Liu Shan.

## Eigene Regentschaft
Fei Yi suchte sofort nach seinem Amtsantritt nach einem Assistenten, aber Dong Yun (der dies seit 243 getan hatte) starb noch im selben Jahr. Fei Yi entschied sich schließlich für den General Jiang Wei. Weil aber Fei und Jiang sich mit militärischen Dingen befassen mussten, geriet die Innenpolitik bald in die Hände des einflussreichen Eunuchen Huang Hao. Durch dessen korruptes und verschlagenes Wesen geriet der Haushalt bald in Schwierigkeiten.
Als Regent verhielt sich Fei Yi zwar nicht so degressiv wie sein Vorgänger, aber er konnte auch nicht an Zhuge Liangs Erfolge anknüpfen. Er ließ Jiang Wei lediglich periodisch Raubzüge auf die Wei-Grenzgebiete durchführen. Einen größeren Angriff dagegen verbot er.
Fei Yis lockeres Wesen, dass ihm bisher nur Bewunderung eingetragen hatte, sollte ihm bald zum Tod gereichen. Zu einem Festmahl auf seinem Anwesen lud er auch den ehemaligen Wei-General Guo Xun (郭循) ein, den er 250 gefangen genommen hatte und der immer noch den Wei ergeben war. Als fast alle Gäste betrunken waren, ermordete Guo Xun den Gastgeber. Der Historiker Yu Xi (虞喜) bemerkt dazu: „Fei Yi war so offen, treuherzig und unbekümmert, und er wurde schließlich von Guo Xun ermordet, einem geschlagenen Mann. Kam sein Verderben nicht von seinen Tugenden?“
Fei Yi erhielt postum den Namen Jing (敬 = wachsam), was sehr unpassend scheint.